# Baekseok-dong, Goyang
Baekseok-dong (koreanska: 백석동) är en stadsdel i staden Goyang i provinsen Gyeonggi i den nordvästra delen av Sydkorea, 19 km nordväst om huvudstaden Seoul. Den ligger i stadsdistriktet Ilsandong-gu.
Administrativt är Baekseok-dong uppdelat i:
| Namn    | Namn                | Yta km² | Invånare 31 dec 2020 |
| ------- | ------------------- | ------- | -------------------- |
| 백석1동 | Baekseok 1(il)-dong | 1,77    | 31 100               |
| 백석2동 | Baekseok 2(i)-dong  | 0,80    | 21 174               |